# Большой Созим (приток Нырмыча)
Большой Созим — река в России, протекает по Верхнекамскому району Кировской области. Устье реки находится в 52 км от устья реки Нырмыч по левому берегу. Длина реки составляет 41 км.
Исток реки на Верхнекамской возвышенности в 19 км к северо-западу от посёлка Лесной. Исток лежит на водоразделе Волги и Северной Двины, рядом с истоком Большого Созима находятся верховья Сысолы. Река течёт на юго-восток, затем поворачивает на юг. В среднем течении протекает неподалёку от посёлка Брусничный и ж/д станции Брусничная, ниже по течении протекает посёлок Лесной, где на реке плотина и запруда. Впадает в Нырмыч в 8 км к югу от посёлка Лесной и в 7 км к юго-западу от посёлка Созимский. Ширина реки у устья — 20 метров.

## Притоки
(указано расстояние от устья)
- 2,1 км: река Волнушка (пр)
- 13 км: река Пония (пр)

## Данные водного реестра
По данным государственного водного реестра России относится к Камскому бассейновому округу, водохозяйственный участок реки — Кама от истока до водомерного поста у села Бондюг, речной подбассейн реки — бассейны притоков Камы до впадения Белой. Речной бассейн реки — Кама.
Код объекта в государственном водном реестре — 10010100112111100000887.